# NGC 396
NGC 396 (również PGC 99944) – galaktyka spiralna (S), znajdująca się w gwiazdozbiorze Ryb. Odkrył ją Albert Marth 27 października 1864 roku.